# 존 이스너

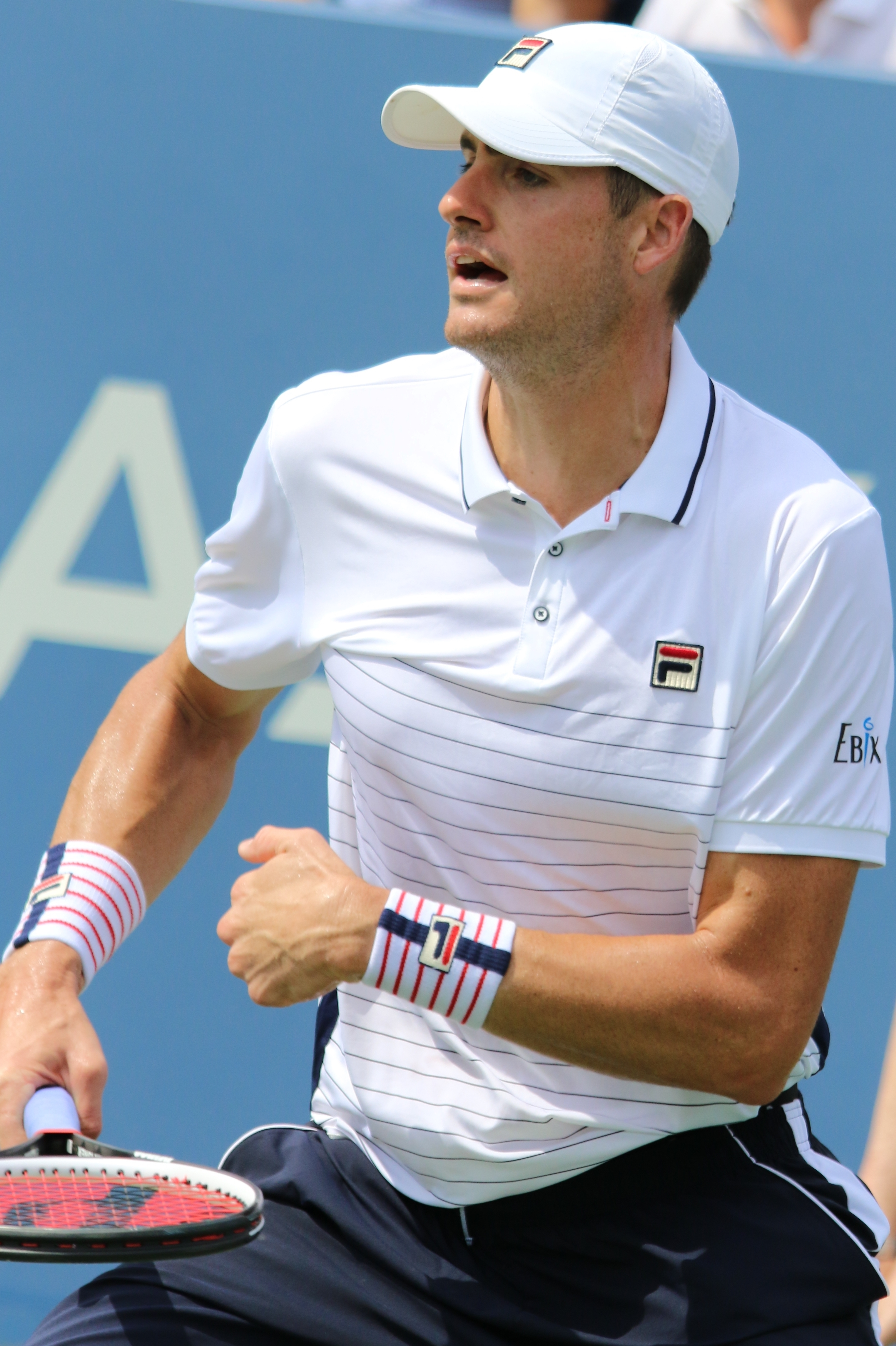
존 이스너

존 로버트 이스너(John Robert Isner, 1985년 4월 26일 ~ )는 미국의 테니스 선수이다. 키가 무려 208cm에 달하는 장신 선수이며 역대 테니스 선수 최장신  2위이다.
그는 2018년도 윔블던 오픈에서 준결승에 진출해 자신의 그랜드슬램 최고 성적을 기록했다. 그러나 아쉽게 케빈 앤더슨(남아공)과의 6시간이 넘는 혈투 끝에 결승티켓을 내주며 생애 첫 그랜드슬램 우승 기회를 다음으로 미루게 되었다.